# Ch’ŏllima-90
Ch’ŏllima-90 (천리마 90) – typ trolejbusu, który produkowano w latach 1990–2003 w północnokoreańskich zakładach Pyongyang Trolleybus Works. Oznaczenie pojazdu pochodzi od imienia konia Ch’ŏllima: stworzenia z koreańskiej mitologii. Inne oznaczenie tego modelu to Ch’ŏllima-903.
Ch’ŏllima-90 to wysokopodłogowy trójosiowy trolejbus przegubowy wyposażony w czworo drzwi harmonijkowych. Z wyglądu przypomina węgierskie trolejbusy Ikarus 280T.